# 整地
整地（せいち、英語: Grading）は、土地を建築や耕作などに適するように平らにならすこと、または、そうされた土地である。
逆に、このように整えられていない土地を不整地という。

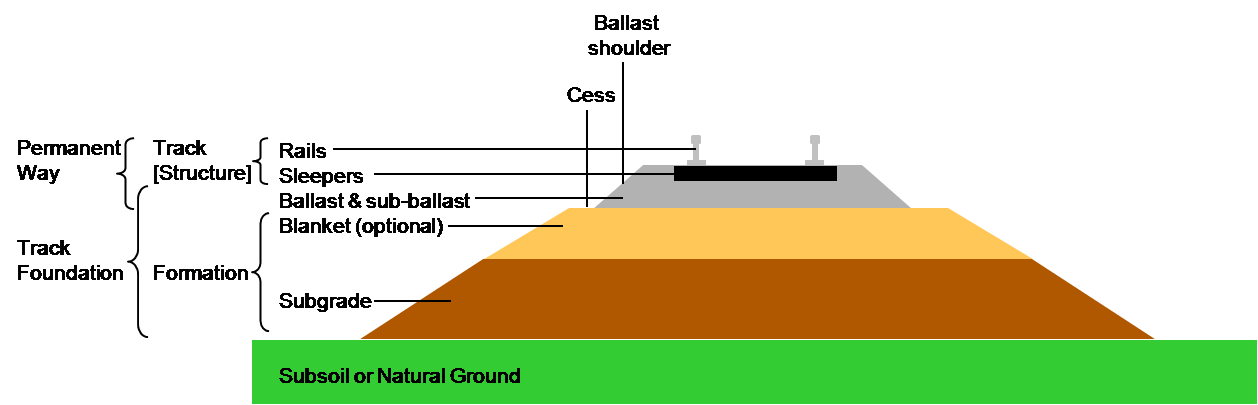
路線と基礎を通る基礎を示す断面

土木工学および造園建築の整地は土台 、道路や鉄道の ベースコース 、造園や庭園などの建設作業のためのレベルベース、改善、表面排水など特定の勾配を持つものを確保する作業。このような目的のために作成された土塁は多くの場合、サブグレードまたは完成断面 （図を参照）と呼ばれている。   

## 目的
- 住宅造成などのため、土地をならして地固めをする。切土と盛土、あるいはその両者を併用する場合がある。
- 住宅や建造物の建築のため、土地をならして踏み固めるなど地固めをする。
- 農作物の播種や植え付け、栽培のため、土を耕し、雑草および耕作の障害となる石などを除去して土壌を整える。

## 交通手段
砂利道や特定の目的のための土工の場合、整地は、ベースだけでなく、完成した構造のカバーと表面を形成し、しばしば完成造成地と呼ばれる。 

## 整地のしかた

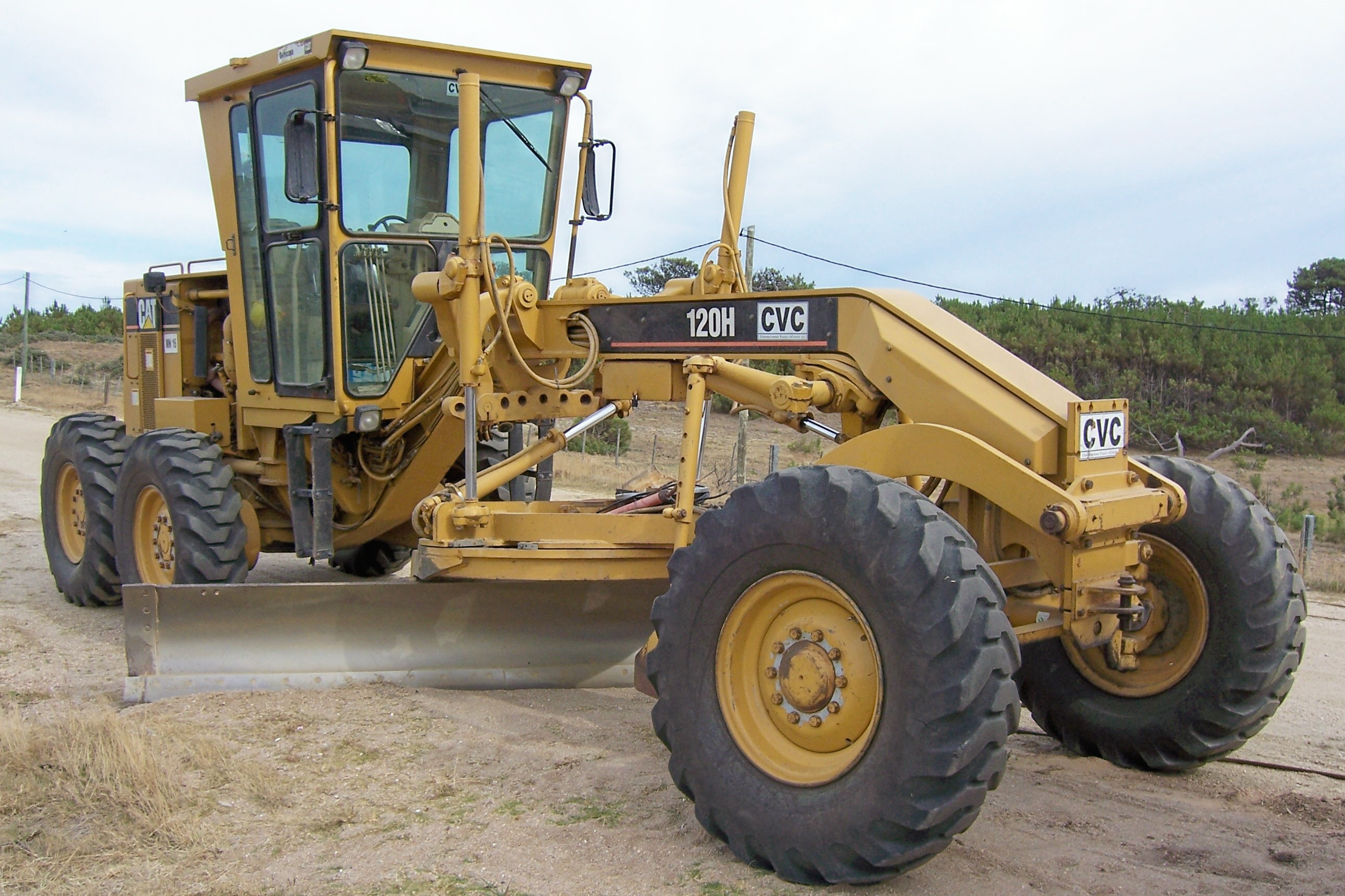
現代の道路グレーダー

多くの場合、 ブルドーザーや掘削機などの重機を使用して大まかにエリアを準備し、 グレーダーを使用してより細かい仕上げを行います。今日では、レーザーレベルとグレーダーを組み合わせることにより、直径700mの範囲を20mm以内の高低差に整地することができる。なお、整地前にレベル測量しておくと、排土の移動について計画を立てることが容易である。 

## 環境デザイン
環境デザインのプロセスでは整地と再整地はランドスケープデザイン 、 ランドスケープアーキテクチャ 、およびアーキテクチャプロジェクトの仕様および建設要素で基礎やフーチング 、 スロープ式棚田と安定化、審美的な輪郭および雨水と家庭/灌漑の流出水の表面流出排水に関して、建物または屋外設備に活用されている。   

## 整地の技術
- 切土・掘削
- 盛土